# Haszakai offenzíva (2015. május–június)
A 2015. május–júniusi haszakai offenzíva az Iraki és Levantei Iszlám Államnak az ISIL-nek) a szíriai polgárháború idején a szír haderő és a Kurd Népvédelmi Egységek (az YPG) kezén lévő Haszaka város ellen indított támadása volt.

## Előzmények
2015. májusban az Asszír Katonai Tanács, a Szabad Szíriai Hadsereg és arab törzsi harcosok támogatásával támadást indított Haszaka kormányzóságban, s több mint 230 falut visszafoglalt az ISIL-től.

## Az offenzíva
Május 30-án az ISIL megtámadta Haszaka városának a kormány kezén lévő részét, és miután két öngyilkos merénylő segítségével 50 katonát megsebesítettek vagy megöltek a szíriai hadsereg állásainál, területeket szereztek meg a város belsejében is. A támadást az ISIL kezén lévő, Haszakától délre fekvő Shaddadahból indították. Ez volt ebben az évben a dzsihadisták harmadik támadása a város ellen.
Május 31-én a Szíriai Arab Légierő bombázta Shaddadaht, s ebben az ISIL 43 katonája és családtagjaik, illetve 23 polgári áldozat vesztette életét. A támadás célpontja egy arab piac területe volt. Ugyanezen a napon két öngyilkos merénylő támadott katonai állomáshelyeket Haszaka térségében. Az egyikük, egy tankert irányító kilenc katoát ölt meg.
Az ISIL Haszaka városa ellen a második támadást június 1-jén indította, mikor gránátvetőkkel és rakétákkal vette célba a város központi részét. Ezután a szárazföldön rohanták meg Dawoudiyah és Rad Shaqra falvakat. A harcosok Dawoudiyah közelében az Ahdath Központi Börtön közelében áttörték a Szíriai Hadsereg erődítményeit, és elfoglalták a létesítmény délkeleti részét. A szír erősítés megérkezte után a jelentések szerint a hadsereg a börtön egyes részeit vissza tudta foglalni.
Június 2-án kora reggel az ISIL elfoglalta Dawoudiyah déli környékét. Ezalatt a hírek szerint a szír kormány katonái Rad Shaqra területéről kiűzték az iszlamistákat. Másnap az újonnan megalakult, a szír kormányt támogató asszír Gozarto Véderő érkezett meg Qamishliből, hogy erősítse a szír kormány seregeit.
Június 4-én a szír kormány újabb erősítést küldött Haszakába. Ekkorra az ISIL már megszerezte a Panorama ellenőrző pontot, Ahdath börtönét. Három további falut, köztük Dawoudiyaht, elfoglalták a város energiaellátásáért felelős vállalatot, s így már kevesebb mint 500 méter választotta el a dzsihadistákat Haszakától. Az előrenyomulás előtt az ISIL-hez tartozó hat harcos felrobbantotta magát, közülük öten a börtön közelében. A total of 11 suicide bombers hit Syrian government positions since the start of the offensive.
Június 5-én a kormány katonáihoz a Kawkab hegynél lévő biztonsági központban csatlakoztak a kurdok és az asszírok harcosai, hogy megakadályozzák az ISIL jövőbeni támadásait. Másnap az ISIL tarackkal lőtte a Szír Hadsereg Kawkab közeli állásait.
Június 6-án a szír hadsereg ellentámadást indított, és elfoglalta a Panorama ellenőrző pontot, a börtönt és a Haszakai Erőművet. Az aznap indult offenzíva kezdete óta először megmozduló Kurd Népvédelmi Egységek éjszaka lőni kezdték az ISIL egységeit a város északi, kurdok kezén lévő részének nyugati végein. A kurd harcosok akkor vetették bele magukat a hadműveletekbe, mikor a város védői távolmaradásuk miatt kritizálták őket. Több találkozó után őket tekintették már a város legfőbb védelmező egységének. Másnapra a Szír Hadsereg visszafoglalta Dawoudiyaht és Ábjádot. Nem sokkal később a szírek visszaverték az ISIL délelőtt és délután tartó támadássorozatát a börtönnél és az erőműnél. Továbbhaladva megszerezték Watwatiyaht és Mishtal Al-Zura’yyt, így az ISIL már több mint 2 kilométernyire volt a várostól. A börtön és az erőmű közelében tovább folytak az összecsapások, miközben a Szíriai Arab Légierő folyamatosan lőtte az ISIL Haszakát Shaddadahhal összekötő út melletti, valamint Shaddadahban lévő erődítményeit.
Június 8-án a Szír Hadsereg folytatta az ellentámadást, a jelentések szerint visszafoglalta Aliyahot, s így már 12 kilométeres védőzónát alakított ki Haszaka városa körül. Ezen a napon jelentette a szír kormányhoz közeli Al Masdar News, hogy a Szír Hadsereg győzedelmeskedett, és megvédte a várost.

## Következmények
Június 26-án az ISIL újabb támadást hajtott végre a város kormányzati kézen lévő része ellen, és lőtték a város délnyugati szomszédságát is. Ezelőtt a régebben a szíriai kormányt támogató Nemzetvédelmi Erők átálltak az ISIL oldalára. A támadás az ISIL ramadáni támadássorozatának a része volt.